# Ricco Rodriguez
Ricco Rodriguez (San Jose, 19 agosto 1977) è un lottatore di arti marziali miste statunitense di origini messicane.
È stato campione dei pesi massimi UFC nel 2002, conquistando il titolo vacante a spese di Randy Couture; nella sua carriera di lottatore MMA ha conquistato anche un titolo KOTC.
È stato anche un grappler di successo grazie alla medaglia d'oro ottenuta all'ADCC Submission Wrestling World Championship 1998, competizione internazionale di submission wrestling.

## Carriera nelle arti marziali miste

### Inizi
Nato da genitori portoricani e messicani e cresciuto in un quartiere di Paterson abitato prevalentemente da italoamericani, Ricco Rodriguez ha spesso avuto a che fare con la lotta da strada già in tenera età.
Iniziò a praticare arti marziali miste una volta trasferitosi in California, dove divenne allievo del maestro di jiu jitsu brasiliano Jean Jacques Machado e vinse diversi tornei di tale disciplina.
Si afferma come un formidabile lottatore di grappling, vincendo la medaglia d'oro al torneo di lotta libera dell'Abu Dhabi Combat Club nel 1998 nella categoria sopra i 99 kg, e ottenendo una medaglia di bronzo nella competizione absolute del 1999.
Nel 2000 arrivò secondo (medaglia d'argento) nella categoria +99 kg perdendo la finale contro il connazionale Mark Kerr.
Il suo debutto ufficiale nelle MMA avviene il 25 marzo 1999 con un evento della promozione Extreme Cage.
Tra il 1999 ed il 2000 combatte sei incontri con un record di 5-1, dove l'unica sconfitta la patisce contro Bobby Hoffman per KO.

### Pride Fighting Championships
Il 2000 è l'anno del passaggio alla prestigiosissima lega giapponese Pride, che al tempo annoverava tra i suoi ranghi migliori lottatori del globo.
L'esordio è dei migliori, in quanto sconfigge l'abile striker Gary Goodridge.
Combatte altri due incontri in Giappone vincendoli tutti e portando il proprio record personale a 8-1.
Tuttavia nel 2001 esce dalla federazione e torna negli Stati Uniti, dove combatte per il titolo dei pesi massimi KOTC contro Paul Buentello vincendo la cintura in palio e dando il la a quello che sarà il leitmotiv della carriera di Buentello, eterno sconfitto negli incontri decisivi.

### Ultimate Fighting Championship
Rodriguez esordisce in UFC il 29 giugno 2001 sconfiggendo per KO l'astro nascente Andrei Arlovski, lottatore che pochi anni dopo lascerà il suo segno indelebile nella storia dell'UFC.
Vince altri tre incontri consecutivi sconfiggendo avversari del calibro di Jeff Monson, dimostrando chiaramente di essere un lottatore che può ambire al titolo di campione dei pesi massimi UFC.
Destino vuole che all'allora campione in carica Josh Barnett venisse revocato il titolo causa utilizzo di sostanze dopanti proibite dall'organizzazione.
Gli organizzatori, dovendo scegliere i due migliori contendenti di categoria, optarono proprio per Rodriguez e per Randy Couture, già campione dei pesi massimi UFC nel 1997 e nel 2000 nonché vincitore del torneo UFC 13.
Il risultato va a favore di Rodriguez che nel quinto round obbliga Couture alla sottomissione grazie ad una serie di gomitate e diviene quindi campione dei pesi massimi UFC nel settembre 2002.
Il regno di Ricco Rodriguez in UFC dura poco e già alla prima difesa del titolo nel febbraio 2003 capitola contro Tim Sylvia, che lo mette KO al primo round.
Rodriguez chiude il 2003 nel peggiore dei modi con due sconfitte, una in Pride contro Antônio Rodrigo Nogueira e una nel suo ultimo incontro in UFC contro Pedro Rizzo.

### Dopo l'UFC
Dal 2004 Rodriguez intraprende una carriera da zingaro delle arti marziali miste, cambiando continuamente promozione e combattendo anche lontano dagli Stati Uniti.
Combatte nella World Extreme Cagefighting dove vince un paio di incontri.
Si confronta con Ben Rothwell nell'IFL e con Antônio Silva nell'EliteXC, perdendo entrambi gli incontri.
Ha combattuto anche nella britannica BAMMA, nella Bellator e nella croata FFC.

## Risultati nelle arti marziali miste
| Risultato  | Record    | Avversario               | Metodo                                  | Evento                                   | Data              | Round | Tempo | Città                          | Note                                           |
| ---------- | --------- | ------------------------ | --------------------------------------- | ---------------------------------------- | ----------------- | ----- | ----- | ------------------------------ | ---------------------------------------------- |
| Sconfitta  | 54–27 (1) | Hatef Moeil              | KO Tecnico (Sottomissione ai colpi)     | CFS 9: Cage Fight Series 9               | 2 febbraio 2019   | 3     | 5:00  | Austria                        |                                                |
| Sconfitta  | 54–26 (1) | Alex Nicholson           | KO Tecnico (sottomissione ai pugni)     | AFC 24: CamSoda Legends                  | 26 aprile 2018    | 1     | 1:27  | Fort Lauderdale, Stati Uniti   |                                                |
| Vittoria   | 54–25 (1) | Nandor Guelmino          | Sottomissione (rear-naked choke)        | Cage Fight Series part 8                 | 21 gennaio 2018   | 3     | 2: 30 | Graz, Austria                  |                                                |
| Sconfitta  | 53–25 (1) | Gilbert Yvel             | KO Tecnico (infortunio)                 | WFCA 31: Ushukov vs. Vagaev              | 19 novembre 2016  | 1     | 1:00  | Grozny, Russia                 |                                                |
| Sconfitta  | 53–24 (1) | Ivan Shtyrkov            | KO Tecnico (pugni)                      | RCC Boxing Promotions                    | 9 settembre 2016  | 1     | 1:55  | Yekaterinburg, Russia          |                                                |
| Sconfitta  | 53–23 (1) | Denis Stojnić            | KO Tecnico (pugni)                      | Bosnia Fight Championship 2              | 13 giugno 2015    | 2     | 0:22  | Sarajevo, Bosnia               |                                                |
| Sconfitta  | 53-22 (1) | Dion Staring             | KO Tecnico (ritiro)                     | FFC17: Rodriguez vs. Staring             | 20 dicembre 2014  | 2     | 5:00  | Abbazia, Croazia               | Per il titolo dei Pesi Massimi FFC             |
| Vittoria   | 53-21 (1) | Nestoras Batzelas        | KO Tecnico (pugni)                      | FFC10: Rodriguez vs. Batzelas            | 13 dicembre 2013  | 2     | 3:33  | Skopje, Macedonia              |                                                |
| No Contest | 52–21 (1) | Denis Stojnić            | No Contest (stop anticipato)            | Bosnian FC                               | 10 novembre 2013  | 1     | 4:48  | Sarajevo, Bosnia ed Erzegovina |                                                |
| Vittoria   | 52–21     | Zelg Galešić             | Sottomissione (armbar)                  | FFC08: Zelg vs. Rodriguez                | 4 ottobre 2013    | 1     | 2:10  | Zagabria, Croazia              |                                                |
| Sconfitta  | 51-21     | Ian Freeman              | KO Tecnico (pugni)                      | UCFC 5: Legends of MMA                   | 27 luglio 2013    | 1     | 2:11  | Doncaster, Regno Unito         |                                                |
| Sconfitta  | 51-20     | Marcin Lazarz            | Decisione (unanime)                     | GWC: The British Invasion: U.S. vs. U.K. | 29 giugno 2013    | 3     | 5:00  | Kansas City, MO, Stati Uniti   |                                                |
| Vittoria   | 51–19     | Tomaž Simonič            | Sottomissione (armbar)                  | FFC05: Rodriguez vs. Simonič             | 24 maggio 2013    | 1     | 3:49  | Osijek, Croazia                |                                                |
| Vittoria   | 50–19     | Andreas Kraniotakes      | Decisione (unanime)                     | Cage Fight Series 7                      | 12 maggio 2013    | 3     | 5:00  | Unterpremstätten, Austria      |                                                |
| Sconfitta  | 49–19     | Ante Delija              | Decisione (unanime)                     | Noć Gladijatora 7                        | 21 dicembre 2012  | 2     | 5:00  | Ragusa, Croazia                | Per il titolo dei Pesi Massimi Noć Gladijatora |
| Vittoria   | 49–18     | Kevin Thompson           | Sottomissione (armbar)                  | UWC 21: Xplosion                         | 20 ottobre 2012   | 1     | 4:45  | Southend-on-Sea, Regno Unito   |                                                |
| Sconfitta  | 48-18     | Stav Economou            | Decisione (unanime)                     | DFC 1: The Beginning                     | 4 maggio 2012     | 3     | 5:00  | Dubai, Emirati Arabi Uniti     |                                                |
| Sconfitta  | 48–17     | Ruslan Magomedov         | Decisione (unanime)                     | United Glory 15: 2012 World Series       | 23 marzo 2012     | 3     | -     | Mosca, Russia                  |                                                |
| Sconfitta  | 48–16     | Alexander Volkov         | Decisione (unanime)                     | BF: Baltic Challenge 3                   | 23 febbraio 2012  | 3     | 5:00  | Kaliningrad, Russia            |                                                |
| Sconfitta  | 48–15     | Blagoi Ivanov            | KO Tecnico (ritiro)                     | Chekhov MMA Tournament                   | 24 dicembre 2011  | 3     | 3:33  | Mosca, Russia                  |                                                |
| Vittoria   | 48–14     | Bashir Yamilkhanov       | KO Tecnico (pugni)                      | FEFoMP: Battle of Empires                | 17 dicembre 2011  | 2     | 2:56  | Chabarovsk, Russia             |                                                |
| Sconfitta  | 47–14     | Glover Teixeira          | KO Tecnico (sottomissione ai pugni)     | MMA Against Dengue                       | 27 novembre 2011  | 1     | 1:58  | Rio de Janeiro, Brasile        |                                                |
| Sconfitta  | 47–13     | Michał Kita              | Decisione (unanime)                     | MMA Attack                               | 5 novembre 2011   | 2     | 5:00  | Varsavia, Polonia              |                                                |
| Sconfitta  | 47–12     | Seth Petruzelli          | KO (pugni)                              | Bellator XLVIII                          | 20 agosto 2011    | 1     | 4:21  | Uncasville, Stati Uniti        | Debutto in Bellator                            |
| Vittoria   | 47–11     | Doug Williams            | Sottomissione (rear naked choke)        | Shark Fights 17: Horwich vs. Rosholt 2   | 15 luglio 2011    | 1     | 2:16  | Frisco, Stati Uniti            |                                                |
| Vittoria   | 46–11     | James McSweeney          | Decisione (unanime)                     | BAMMA 5: Daley vs. Shirai                | 26 febbraio 2011  | 3     | 5:00  | Manchester, Regno Unito        |                                                |
| Vittoria   | 45–11     | Daniel Tabera            | Decisione (unanime)                     | Israel FC: Genesis                       | 9 novembre 2010   | 3     | 5:00  | Tel Aviv, Israele              |                                                |
| Vittoria   | 44–11     | John Juarez              | Decisione (non unanime)                 | USA MMA: Stacked!                        | 31 luglio 2010    | 3     | 5:00  | Baton Rouge, Stati Uniti       |                                                |
| Vittoria   | 43–11     | Bobby Martinez           | Sottomissione (heel hook)               | Absolute FA: Parking Lot Beatdown        | 17 luglio 2010    | 1     | 1:03  | Fort Wayne, Stati Uniti        |                                                |
| Vittoria   | 42–11     | Ken Sparks               | KO Tecnico (pugni)                      | USA MMA: Legends                         | 22 maggio 2010    | 1     | 2:32  | Kinder, Stati Uniti            |                                                |
| Vittoria   | 41–11     | Travis Fulton            | KO (calcio alla testa)                  | Cage Thug MMA                            | 1º maggio 2010    | 1     | -     | Waterloo, Stati Uniti          |                                                |
| Vittoria   | 40–11     | Brian Ryan               | KO Tecnico (pugni)                      | XKL: Evolution 1                         | 20 marzo 2010     | 2     | 2:05  | Ypsilanti, Stati Uniti         |                                                |
| Vittoria   | 39–11     | Patrick Miller           | KO Tecnico (pugni)                      | STFC 10: Annihilation                    | 26 febbraio 2010  | 2     | 2:20  | McAllen, Stati Uniti           |                                                |
| Vittoria   | 38–11     | Moise Rimbon             | Decisione (non unanime)                 | IAFC: Mayor's Cup 2009                   | 27 novembre 2009  | 3     | 3:00  | Novosibirsk, Russia            |                                                |
| Vittoria   | 37–11     | Justin Howard            | KO Tecnico (sottomissione ai pugni)     | KOK 7: Judgement Day                     | 29 agosto 2009    | 1     | 2:05  | Austin, Stati Uniti            |                                                |
| Vittoria   | 36–11     | John Brown               | Sottomissione (rear naked choke)        | Reality Combat: The Return               | 25 luglio 2009    | 3     | 2:34  | Slidell, Stati Uniti           |                                                |
| Sconfitta  | 35–11     | Mario Rinaldi            | Decisione (unanime)                     | WFC: Battle Of The Bay 8                 | 10 luglio 2009    | 3     | 5:00  | Tampa, Stati Uniti             |                                                |
| Vittoria   | 35–10     | Doug Williams            | Sottomissione (anaconda choke)          | Armagedon FC 09                          | 27 giugno 2009    | 1     | 1:02  | Tyler, Stati Uniti             |                                                |
| Sconfitta  | 34–10     | Jeff Monson              | Decisione (unanime)                     | MFA: There Will Be Blood                 | 13 dicembre 2008  | 3     | 5:00  | Miami, Stati Uniti             |                                                |
| Vittoria   | 34–9      | Robert Beraun            | Decisione (unanime)                     | Rage in the Cage 117                     | 8 novembre 2008   | 3     | 3:00  | Phoenix, Stati Uniti           |                                                |
| Vittoria   | 33–9      | Rob Broughton            | Sottomissione (kneebar)                 | Cage Gladiators 9                        | 4 ottobre 2008    | 2     | 3:39  | Liverpool, Regno Unito         |                                                |
| Vittoria   | 32–9      | Titus Campbell           | Sottomissione (ghigliottina)            | Silver Crown Fights                      | 8 agosto 2008     | 2     | 3:06  | Fort Wayne, Stati Uniti        |                                                |
| Vittoria   | 31–9      | Johnathan Ivey           | Decisione (unanime)                     | Xp3: The Proving Ground                  | 26 luglio 2008    | 3     | 3:00  | Houston, Stati Uniti           |                                                |
| Vittoria   | 30–9      | Chris Guillen            | Sottomissione (armbar)                  | Ultimate Combat Experience 1             | 27 giugno 2008    | 1     | 4:30  | West Valley City, Stati Uniti  |                                                |
| Sconfitta  | 29–9      | Travis Wiuff             | Decisione (unanime)                     | YAMMA Pit Fighting                       | 11 aprile 2008    | 1     | 5:00  | Atlantic City, Stati Uniti     | Torneo Pesi Massimi YAMMA, Semifinale          |
| Vittoria   | 29–8      | George Bush              | Decisione (unanime)                     | YAMMA Pit Fighting                       | 11 aprile 2008    | 1     | 5:00  | Atlantic City, Stati Uniti     | Torneo Pesi Massimi YAMMA, Quarti di finale    |
| Sconfitta  | 28–8      | Antônio Silva            | Decisione (non unanime)                 | EliteXC: Street Certified                | 16 febbraio 2008  | 3     | 5:00  | Miami, Stati Uniti             |                                                |
| Vittoria   | 28–7      | Kevin Filal              | KO (calcio alla testa)                  | PFP: Ring of Fire                        | 9 dicembre 2007   | 1     | -     | Manila, Filippine              |                                                |
| Sconfitta  | 27–7      | Ben Rothwell             | Decisione (unanime)                     | IFL 2007 World Championship Finals       | 20 settembre 2007 | 3     | 4:00  | Hollywood, Stati Uniti         |                                                |
| Vittoria   | 27–6      | Lloyd Marshbanks         | KO Tecnico (pugni)                      | MMA Xtreme 13                            | 28 luglio 2007    | 1     | 3:11  | Tijuana, Messico               |                                                |
| Vittoria   | 26–6      | Imani Lee                | Sottomissione (rear naked choke)        | Beatdown in Bakersfield                  | 17 novembre 2006  | 1     | 2:12  | Bakersfield, Stati Uniti       |                                                |
| Vittoria   | 25–6      | Abdias Irisson           | KO Tecnico (pugni)                      | MMA Xtreme 7                             | 11 novembre 2006  | 1     | -     | Tijuana, Messico               |                                                |
| Vittoria   | 24–6      | Ron Waterman             | KO Tecnico (stop medico)                | WFA: King of the Streets                 | 22 luglio 2006    | 1     | 5:00  | Los Angeles, Stati Uniti       |                                                |
| Vittoria   | 23–6      | Taylor Brooks            | Sottomissione (armbar)                  | MMA Xtreme 1                             | 25 marzo 2006     | 1     | -     | Tijuana, Messico               |                                                |
| Sconfitta  | 22–6      | Robert Beraun            | Decisione (unanime)                     | RITC 78: Back with a Vengeance           | 14 gennaio 2006   | 3     | 3:00  | Glendale, Stati Uniti          |                                                |
| Vittoria   | 22–5      | David Mori               | Decisione (unanime)                     | MMA Fighting Challenge 4                 | 3 dicembre 2005   | 3     | 5:00  | Guadalajara, Messico           |                                                |
| Vittoria   | 21–5      | Corey Salter             | Sottomissione (armbar)                  | Ultimate Texas Showdown 3                | 26 novembre 2005  | 2     | 0:17  | Dallas, Stati Uniti            |                                                |
| Vittoria   | 20–5      | Jimmy Ambriz             | KO Tecnico (sottomissione ai pugni)     | WEC 17: Halloween Fury 4                 | 14 ottobre 2005   | 1     | 4:13  | Lemoore, Stati Uniti           |                                                |
| Sconfitta  | 19–5      | Ron Waterman             | Decisione (unanime)                     | WEC 16: Clash of the Titans 2            | 18 agosto 2005    | 3     | 5:00  | Lemoore, Stati Uniti           | Debutto in WEC                                 |
| Vittoria   | 19–4      | Andy Montana             | Sottomissione (armbar)                  | Independent event                        | 15 luglio 2005    | 1     | 1:50  | Arizona, Stati Uniti           |                                                |
| Vittoria   | 18–4      | Ruben Villareal          | Sottomissione (armbar)                  | Extreme Wars: X-1                        | 2 luglio 2005     | 1     | 2:38  | Honolulu, Stati Uniti          |                                                |
| Vittoria   | 17–4      | Scott Junk               | Sottomissione (strangolamento frontale) | Rumble on the Rock 7                     | 7 maggio 2005     | 2     | 0:42  | Honolulu, Stati Uniti          |                                                |
| Vittoria   | 16–4      | Tyler Brooks             | Sottomissione (armbar)                  | Pro Fight League                         | 25 marzo 2005     | 1     | 4:00  | Phoenix, Stati Uniti           |                                                |
| Vittoria   | 15–4      | Mike Seal                | Sottomissione (rear naked choke)        | MMA Mexico: Day 2                        | 18 dicembre 2004  | 1     | 1:06  | Ciudad Juárez, Messico         |                                                |
| Sconfitta  | 14–4      | Pedro Rizzo              | Decisione (unanime)                     | UFC 45: Revolution                       | 21 novembre 2003  | 3     | 5:00  | Uncasville, Stati Uniti        |                                                |
| Sconfitta  | 14–3      | Antônio Rodrigo Nogueira | Decisione (unanime)                     | Pride Total Elimination 2003             | 10 agosto 2003    | 3     | 5:00  | Saitama, Giappone              |                                                |
| Sconfitta  | 14–2      | Tim Sylvia               | KO (pugni)                              | UFC 41: Onslaught                        | 28 febbraio 2003  | 1     | 3:09  | Atlantic City, Stati Uniti     | Perde il titolo dei Pesi Massimi UFC           |
| Vittoria   | 14–1      | Randy Couture            | Sottomissione (gomitata)                | UFC 39: The Warriors Return              | 27 settembre 2002 | 5     | 3:04  | Uncasville, Stati Uniti        | Vince il titolo dei Pesi Massimi UFC           |
| Vittoria   | 13–1      | Tsuyoshi Kohsaka         | KO Tecnico (pugni)                      | UFC 37: High Impact                      | 10 maggio 2002    | 2     | 3:25  | Bossier City, Stati Uniti      |                                                |
| Vittoria   | 12–1      | Jeff Monson              | KO Tecnico (pugni)                      | UFC 35: Throwdown                        | 11 gennaio 2002   | 3     | 3:00  | Uncasville, Stati Uniti        |                                                |
| Vittoria   | 11–1      | Pete Williams            | KO Tecnico (pugni)                      | UFC 34: High Voltage                     | 2 novembre 2001   | 2     | 4:02  | Las Vegas, Stati Uniti         |                                                |
| Vittoria   | 10–1      | Andrei Arlovski          | KO Tecnico (pugni)                      | UFC 32: Showdown in the Meadowlands      | 29 giugno 2001    | 3     | 1:23  | East Rutherford, Stati Uniti   | Debutto in UFC                                 |
| Vittoria   | 9–1       | Paul Buentello           | Sottomissione (kneebar)                 | KOTC 7: Wet and Wild                     | 24 febbraio 2001  | 2     | 4:21  | San Jacinto, Stati Uniti       | Mantiene il titolo dei Pesi Massimi KOTC       |
| Vittoria   | 8–1       | John Marsh               | Decisione (unanime)                     | Pride 12: Cold Fury                      | 9 dicembre 2000   | 2     | 5:00  | Saitama, Giappone              |                                                |
| Vittoria   | 7–1       | Takayuki Okada           | Sottomissione (strangolamento)          | Pride 10: Return of the Warriors         | 27 agosto 2000    | 1     | 6:04  | Saitama, Giappone              |                                                |
| Vittoria   | 6–1       | Gary Goodridge           | Decisione (unanime)                     | Pride 9: New Blood                       | 4 giugno 2000     | 2     | 10:00 | Nagoya, Giappone               | Debutto in Pride                               |
| Vittoria   | 5–1       | Travis Fulton            | Sottomissione (armbar)                  | KOTC 2: Desert Storm                     | 5 febbraio 2000   | 1     | 4:49  | San Jacinto, Stati Uniti       | Vince il titolo dei Pesi Massimi KOTC          |
| Vittoria   | 4–1       | Sam Adkins               | Sottomissione (strangolamento)          | Armageddon 2                             | 23 novembre 1999  | 1     | 4:32  | Houston, Stati Uniti           |                                                |
| Sconfitta  | 3-1       | Bobby Hoffman            | KO (pugni)                              | SuperBrawl 13                            | 7 settembre 1999  | 1     | 3:13  | Honolulu, Stati Uniti          |                                                |
| Vittoria   | 3–0       | Steve Shaw               | Sottomissione (armbar)                  | Rage in the Cage 6                       | 10 luglio 1999    | 1     | 1:34  | Phoenix, Stati Uniti           |                                                |
| Vittoria   | 2–0       | Rocky Batastini          | Sottomissione (armbar)                  | Extreme Cage                             | 25 marzo 1999     | 1     | 4:58  | Phoenix, Stati Uniti           |                                                |
| Vittoria   | 1–0       | Scott Adams              | Decisione                               | Extreme Cage                             | 25 marzo 1999     | 3     | 4:00  | Phoenix, Stati Uniti           |                                                |